# Le Sergent de la coloniale
Le Sergent de la coloniale ist der Titel zweier Gemälde des französischen Malers Albert Marquet.
Beide Werke entstanden um 1906/07. Eine Fassung befindet sich im Musée des Beaux-Arts de Bordeaux, die andere im Metropolitan Museum of Art in New York. Dargestellt ist der Assistent eines Quartiermeisters der Troupes Coloniales, der französischen Kolonialarmee, auf einem Stuhl sitzend als Ganzporträt (Bordeaux) bzw. Halbfigur (New York). Die beiden Arbeiten gehören zu den wenigen Porträts von der Hand des sonst überwiegend als Landschaftsmaler bekannten Marquet und gelten als Beispiel für den Einfluss des Fauvismus auf seine Arbeit.
Die New Yorker Fassung wurde 1949 durch den Bankier und Sammler Robert Lehman (Chief Executive Officer der Investmentbank Lehman Brothers) in Paris erworben und kam 1975 mit der Robert Lehman Collection in den Bestand des Museums (Inventarnummer: 1975.1.192). Die Fassung aus Bordeaux wurde 1960 durch das dortige Museum angekauft (Inventarnummer: Bx 1960.4.19).